# Empoasca amblacantha
Empoasca amblacantha är en insektsart som beskrevs av Paul W. Oman och Wheeler 1938. Empoasca amblacantha ingår i släktet Empoasca och familjen dvärgstritar.
Artens utbredningsområde är Kalifornien. Inga underarter finns listade i Catalogue of Life.